# Лачедония
Лачедония (итал. Lacedonia) — коммуна в Италии, располагается в регионе Кампания, в провинции Авеллино.
Население составляет 3010 человек, плотность населения составляет 37 чел./км². Занимает площадь 81 км². Почтовый индекс — 83046. Телефонный код — 0827.
Покровителями коммуны почитаются святитель Николай, празднование 6 декабря, и S.Filippo Neri(Copatrono), празднование 26 мая.